# قائمة المنشآت العسكرية البريطانية المستخدمة في حرب العراق
كانت لدى القوات المسلحة البريطانية عدة قواعد عسكرية مؤقتة في العراق والكويت بين عامي 2003 و2009، وكانت معظمها تحت سيطرة الفرقة متعددة الجنسيات (الجنوب الشرقي).
اعتمادًا على حجمها أو وظيفتها، كانت المنشآت تُسمى: معسكر، أو القاعدة الأمامية (FOB)، أو نقطة القتال الأمامية (COP)، أو قاعدة الدورية (PB)، أو نقطة أمامية، أو قاعدة لوجستية، أو قاعدة نيران.

## المنشآت
| النوع                | الاسم                   | المحافظة      | تاريخ الافتتاح | تاريخ الإغلاق | المصير                             | ملاحظات/وحدات |
| -------------------- | ----------------------- | ------------- | -------------- | ------------- | ---------------------------------- | --- |
| مطار                 | بغداد                   | محافظة بغداد  | غير معروف      | 2009          | نُقل إلى السيطرة المدنية            | سلاح الجو الملكي Westland Puma HC.1 دعم وزارة الخارجية والكومنولث حتى 2009. |
| مطار                 | البصرة.                 | محافظة البصرة | 24 مارس 2003.  | 31 مارس 2009. | نُقل إلى السيطرة الأمريكية          | السرب 53 الميداني (دعم جوي)، الفوج 39 الهندسي والسرب 10 الميداني (دعم جوي) أثناء تيليك 2. شركة المدفعية الشرفية خلال عملية تيليك 4 (أبريل 2004 – أكتوبر 2004) كقوة استطلاع للواء، ثم في تيليك 5 (أكتوبر 2004 – أبريل 2005) بحجم سرب. فوج المدفعية الملكي الثاني عشر (دفاع جوي) بين فبراير 2003 ومايو 2003. الفوج التاسع للإمداد RLC اعتبارًا من مارس 2003. سرب 2620 (مقاطعة نورفولك) RAuxAF بين فبراير وأغسطس 2003. وحدة صغيرة من مجموعة العمليات النفسية البريطانية 15 انتقلت من معسكر الدوحة، الكويت. سلاح الجو الملكي بطائرات غير معروفة. |
| معسكر                | أبو ناجي                | محافظة ميسان  |                | أغسطس 2006    | نُقل إلى السيطرة العراقية           | Royal Scots Dragoon Guards الكتيبة الأولى من فوج ستافوردشير Queen’s Royal Hussars يبعد 6.4 كيلومتر (4.0 ميل) جنوب COS Garry Owen 43 كيلومتر (27 ميل) شمال معسكر كوندر |
| معسكر                | بوكا                    | محافظة البصرة | 2003           | 2010          | نُقل إلى السيطرة الأمريكية          | Adjutant General's Corps (Military Provost Staff) حتى مرفق الاعتقال المسرحي (TIF) حتى ديسمبر 2003. |
| معسكر                | منزل سيمك               | محافظة ميسان  | 2003           |               |                                    | معركة منزل سيمك |
| معسكر                | تشينديت                 | محافظة البصرة |                | يونيو 2004    | أكاديمية الشرطة الإقليمية العراقية | آخر وحدة: 1 Royal Anglians. |
| معسكر                | كوندر                   | محافظة ميسان  | 2003           | غير معروف     | مهجور                              | سرب 710 (احتياط) RLC، الفوج السادس للإمداد، RLC. اللواء 16 هجوم جوي. سرية «B» من الكتيبة الأولى أرغيل وساذرلاند هايلاندرز في مايو 2004. في أكتوبر 2005 تم نشر فوج ستافوردشاير هنا. |
| معسكر                | كايوتي                  | محافظة البصرة | غير معروف      | غير معروف     | غير معروف                          | المستشفى الميداني 33 – ثم نُقل إلى المستشفى الميداني 202 AMS(V). |
| معسكر                | دوغوود قرب العمارة      | محافظة البصرة | غير معروف      | غير معروف     | غير معروف                          | الفوج التاسع للإمدادات (وحدة MBLU؟). |
| معسكر                | سميتي                   | محافظة المثنى |                | أغسطس 2006    | غير معروف                          | [ 6 ] |
| مركز قيادة           | فندق شط العرب           | محافظة البصرة | غير معروف      | يوليو 2009    | غير معروف                          | الفوج 105 للمدفعية الملكية (احتياط) – ملحق بالفوج 19 للمدفعية الملكية في عملية تليك 5 مع الكتيبتين 28 و143. |
| DTDF                 | مرفق احتجاز مؤقت للفرقة | محافظة البصرة | 2003           | غير معروف     | غير معروف                          | فيلق المساعد العام (هيئة الحرس العسكري) منذ 2003. |
| FOB                  | ميندن                   | محافظة البصرة | غير معروف      | غير معروف     | غير معروف                          | الكتيبة الأولى من فوج فيوزيلييرز الملكي – وفرت الحماية للقاعدة خلال إحدى الدوريات. |
| مستودع وقود          | اسم غير معروف قرب صفوان | محافظة البصرة | غير معروف      | غير معروف     | غير معروف                          | Task Force IX (9 Supply Regiment). |
| محطة فصل الغاز/النفط | مهجورة                  | محافظة البصرة | غير معروف      | غير معروف     | غير معروف                          | الفوج الثاني عشر (دفاع جوي) من المدفعية الملكية بين فبراير ومايو 2003. |
| قاعدة لوجستية        | الشعيبة                 | محافظة البصرة | 2003           | 2007          | نُقلت إلى الجيش العراقي             | انظر المقالة للوحدات (بالإنجلزية). |
| قصر                  | البصرة                  | محافظة البصرة | 2003           | 3 سبتمبر 2007 | نُقل إلى السيطرة الأمريكية          | الفوج 105 من المدفعية الملكية (متطوعون) – الفوج 19 من المدفعية الملكية خلال عملية تيليك 5 مع الكتائب 5 و19.. |
| ميناء                | ميناء خور الزبير        | محافظة البصرة | غير معروف      | غير معروف     | غير معروف                          | 9 Supply Regiment منذ مارس 2003. |
| ميناء                | أم قصر                  | محافظة البصرة | 2003           | 2009          | الميناء تحت السيطرة المدنية        | بطارية 127 من الفوج 105 للمدفعية الملكية (متطوعون) ملحقة بالفوج 19 للمدفعية الملكية في عملية تيليك 5. وحدة من الفوج التاسع لإمدادات الفيلق اللوجستي الملكي منذ مارس 2003. الفوج 17 للموانئ والشؤون البحرية حتى مايو 2003. الفوج 165 للموانئ من الفيلق اللوجستي الملكي (متطوعون) منذ مايو 2003. السرب 84 للإمدادات الطبية، فيلق الخدمات الطبية الملكي بين مايو ويونيو 2003. |
| غير معروف            | الزبابية                | محافظة البصرة | غير معروف      | غير معروف     | غير معروف                          | السرب 84 للإمدادات الطبية، فيلق الخدمات الطبية الملكي بين يونيو وأغسطس 2003. |

### الكويت
| النوع      | الاسم        | المحافظة                | تاريخ الافتتاح | تاريخ الإغلاق | المصير                   | ملاحظات/وحدات |
| ---------- | ------------ | ----------------------- | -------------- | ------------- | ------------------------ | --- |
| قاعدة جوية | علي السالم   | محافظة الجهراء          | 2003           | 2004          | قسم تديره قوة أخرى       | السرب رقم 2620 (مقاطعة نورفولك) من فوج سلاح الجو الملكي المساعد بين فبراير وأغسطس 2003.                                           |
| قاعدة جوية | غير معروف    |                         |                | 2009          | عادت إلى السيطرة المدنية | سلاح الجو الملكي – تحت عملية Kipion مع مروحيات AgustaWestland Merlin.                                                             |
| معسكر      | عريفجان      | محافظة العاصمة (الكويت) | 2003           |               | غير معروف                | مكوّن لوجستي للقوة المشتركة مقره قيادة اللواء اللوجستي 102 وسرية الإشارة (262).                                                    |
| معسكر      | الدوحة       | محافظة العاصمة (الكويت) | 2003           | 2006          | قسم تديره قوة أخرى       | - مشترك مع القوات الأمريكية. - وحدة صغيرة من مجموعة العمليات النفسية الخامسة عشرة (المملكة المتحدة) قبل انتقالها إلى مطار البصرة. |
| معسكر      | إيغل         |                         | 2003           | 2003          | غير معروف                | موقع انتشار للكتيبة الثالثة من فوج المظليين قبل عبور الحدود إلى العراق.                                                           |
| معسكر      | فوكس         |                         | 2003           |               | غير معروف                | السرب 84 للإمدادات الطبية، الفيلق الطبي الملكي بين يناير ومايو 2003. - مقر متقدم لقيادة اللواء اللوجستي 102 وسرية الإشارة (262).  |
| ميناء      | ميناء الشويخ | محافظة العاصمة (الكويت) |                |               | غير معروف                | السرب 94، من الكتيبة التاسعة لفوج الإمداد الملكي.                                                                                 |
| ميناء      | غير معروف    |                         |                |               | غير معروف                | الفوج 17 للنقل والموانئ حتى مايو 2003. الفوج 165 للنقل والموانئ (احتياطي متطوعين) منذ مايو 2003.                                  |
| ميناء      | غير معروف    |                         |                |               | غير معروف                | الفوج 17 للنقل والموانئ حتى مايو 2003. الفوج 165 للنقل والموانئ (احتياطي متطوعين) منذ مايو 2003.                                  |